# دهستان اصلاندوز غربی
دهستان اصلاندوز غربی، یکی از دهستان‌های بخش مرکزی شهرستان اصلاندوز در استان اردبیل ایران است. مرکز این دهستان، روستای گدایلو است.

## جمعیت
بر پایه سرشماری عمومی نفوس و مسکن در سال ۱۳۹۵، جمعیت دهستان اصلاندوز غربی برابر با ۱۱٬۳۲۲ نفر بوده‌است.